# Carrickfergus (cançó)
"Carrickfergus" és una cançó irlandesa, que porta el nom del poble de Carrickfergus, al comtat d'Antrim (Irlanda del nord).
L'origen de la cançó no és clar, avui en dia, però s'ha traçat fins a una cançó irlandesa, "Do bhí bean uasal" ("Hi havia una dona noble"), que ha estat adjudicada al poeta Cathal Buí Mac Giolla Ghunna, que va morir el 1745 al comtat de Clare.
La cançó apareix en una bal·lada a Cork a mitjans del segle xix en un format bilingüe, amb fragments en irlandès i d'altres en anglès. La lletra en irlandès parla d'un home que és banyut, essent una cançoneta indecent i humorística; per contra, la part en anglès té un caràcter nostàlgic.
Amb la revolució industrial, es va desenvolupar una línia comercial entre el comtat d'Antrim (on es troba Carrickfergus) i el comtat de Cork. És possible que la lletra i la cançó sorgixin a partir dels contactes entre les persones que freqüentaven aquesta línia.
Robert Gogan considera que Carrickfergus pot haver-se desenvolupat a partir de dues cançons diferents, fet que explicaria perquè no té un argument consistent. Per exemple, a Ancient Music of Ireland, publicat per George Petrie el 1855, hi ha una cançó anomenada "The Young Lady" que interpreta moltes, però no totes, les lletres utilitzades a Carrickfergus. Gogan també parla d'una cançó anomenada "Sweet Maggie Gordon", conservada a la secció de Música de la Nacio de la Biblioteca del Congrés dels Estats Units. Fou publicada per Pauline Lieder a Nova York el 1880. Conté versos molt similars als de Carrickfergus, però el cor és més proper a una altra cançó irlandesa/escocesa anomenada "Peggy Gordon".
Finalment, "Carrickfergus" va popularitzar-se quan l'actor Peter O'Toole la va explicar a Dominic Behan, qui la va imprimir i fer gravar a mitjans dels anys 60 del segle xx. Alguns dels versos van ser escrits, suposadament, pel mateix Behan.
La cançó ha estat gravada per molts artistes, entre els quals s'inclou Ryan Kelly, Celtic Thunder, Paddy Reilly, Declan Affley, Joan Baez, Bryan Ferry, Dominic Behan, Charlotte Church, The Clancy Brothers and Tommy Makem, Brian Dunphy, De Dannan, Subway to Sally, Joe Dassin (com Mon village du bout du monde), The Dubliners, Garnet Rogers, Brian Kennedy, Declan Galbraith, Irish Stew of Sindidun, Lisa Kelly, Cedric Smith, amb Loreena McKennitt a l'arpa, Órla Fallon, Van Morrison, Bryn Terfel, Van Morrison i els the Chieftains, Ronan Keating, Katherine Jenkins i Allison Moorer. També fou adaptada pel grup Scooter a la cançó "Where the Beats...". La cançó s'ha convertit en una petició habitual als festivals de folk i als concerts, a més de ser interpretada el 1999 en l'enterrament de John F. Kennedy, Jr. Aquesta cançó també ha estat interpretada per Loudon Wainwright III als crèdits finals de la sèrie de l'HBO Boardwalk Empire. A més, l'autor rus Aleksandr Karpov (a.k.a. "Aleksandr O'Karpov") va traduir-ne la lletra al rus, grabant una versió russa de "Carrickfergus", titulada "За синим морем, за океаном" (Za sinim morem, za okeanom - "Més enllà del mar, més enllà de l'oceà").
La cançó "The Water is Wide" hi està molt relacionada, tenint un to i una lírica molt similar en algunes línies. Aquesta cançó ha estat grabada per molta gent, com ara Bob Dylan (en viu), Pete Seeger, The Seekers, així com dos ex-membres de The Byrds, Roger Mcguinn i Chris Hillman, els quals en van fer versions en solitari.

## Discografia
- 10,000 Maniacs, a l'àlbum Twice Told Tales (2015)